# 30514 Chiomento
30514 Chiomento este un asteroid din centura principală de asteroizi.

## Descriere
30514 Chiomento este un asteroid din centura principală de asteroizi. A fost descoperit pe 21 aprilie 2001 la Socorro, New Mexico, în cadrul proiectului LINEAR. Asteroidul prezintă o orbită caracterizată de o semiaxă mare de 2,22 ua, o excentricitate de 0,18 și o înclinație de 3,2° în raport cu ecliptica.